# Bhimavaram
Bhimavaram ist eine Stadt im indischen Bundesstaat Andhra Pradesh.
Die Stadt ist Teil des Distrikt West Godavari. Bhimavaram hat den Status einer Municipality. Die Stadt ist in 27 Wards gegliedert. Es ist eines der wichtigsten Pilgerzentren des Staates, da sich hier der Somaramam-Tempel befindet, einer der fünf wichtigsten hinduistischen Tempel in Andhra Pradesh.

## Demografie
Die Einwohnerzahl der Stadt liegt laut der Volkszählung von 2011 bei 142.184. Bhimavaram hat ein Geschlechterverhältnis von 1030 Frauen pro 1000 Männer und damit einen für Indien seltenen Frauenüberschuss. Die Alphabetisierungsrate lag bei 83,1 % im Jahr 2011. Knapp 91 % der Bevölkerung sind Hindus, ca. 5 % sind Muslime, ca. 4 % sind Christen und ca. 1 % gehören einer anderen oder keiner Religion an. 9,0 % der Bevölkerung sind Kinder unter 6 Jahren.

## Infrastruktur
Die Stadt ist über einen eigenen Bahnhof mit dem nationalen Schienennetz verbunden. Ein weiteres wichtiges Fortbewegungsmittel sind Busse.

## Söhne und Töchter der Stadt
- Yellapragada Subbarow (1895–1948), Chemiker
- B. Ramalinga Raju (* 1954), Unternehmer und Betrüger